# ياكوب شيندلار
ياكوب شيندلار مواليد 20 نوفمبر 1986 في بلزن، هو لاعب كرة يد تشيكي يلعب كمحور. مثل منتخب التشيك لكرة اليد.

## سجل المنافسة
شارك في البطولات التالية:
- بطولة العالم لكرة اليد للرجال 2015
- بطولة أوروبا لكرة اليد للرجال 2014